# Cardona (Philippines)
Pour les articles homonymes, voir Cardona (homonymie).
Cardona est une municipalité de la province de Rizal, aux Philippines, qui intègre une partie de l'île de Talim.